# Streek-GR Heuvelland

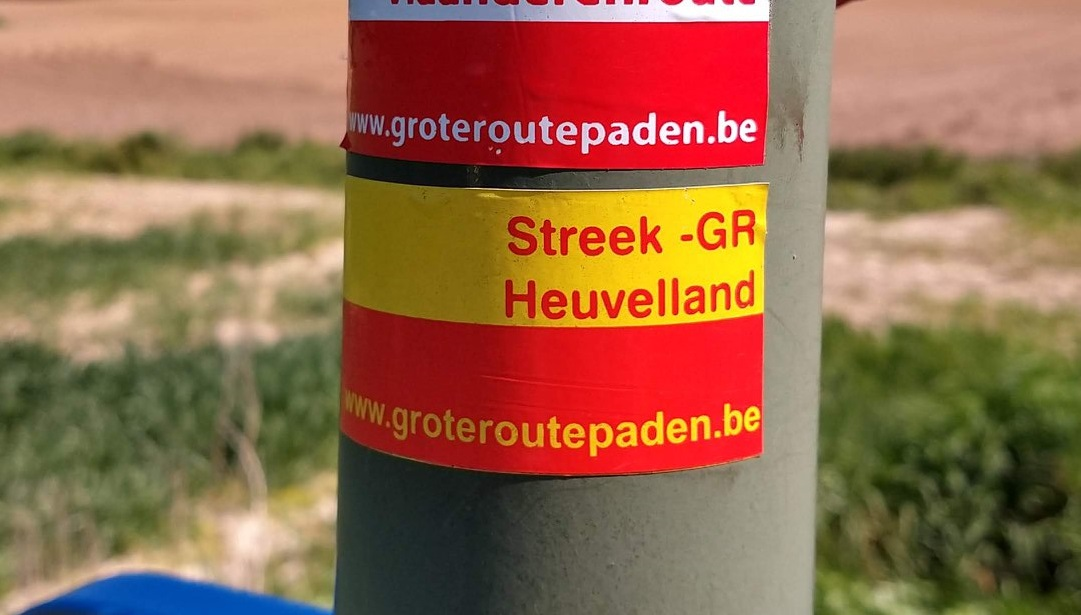

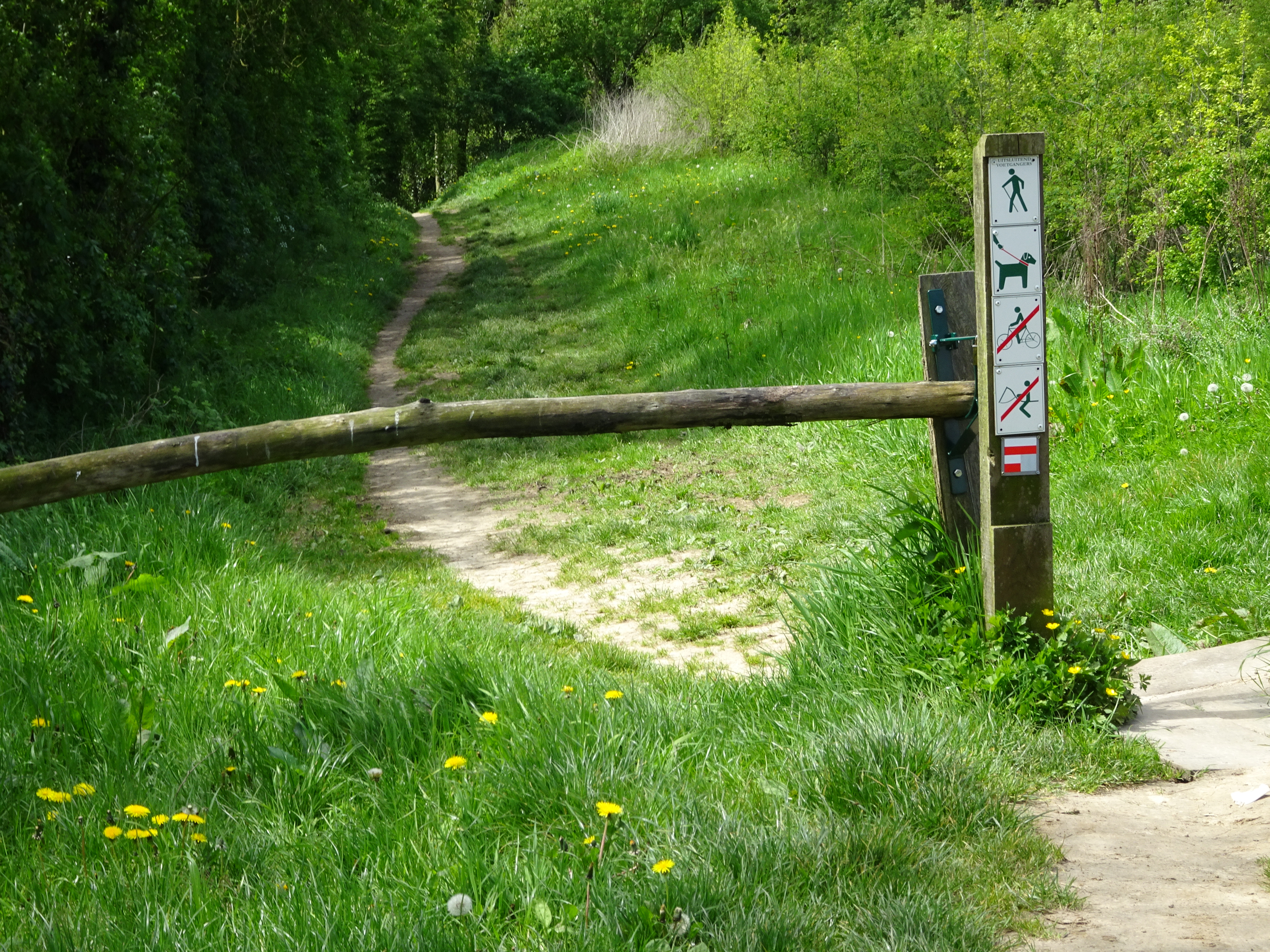
De Streek-GR Heuvelland op de Rodeberg

De Streek-GR Heuvelland is een GR-pad in Vlaanderen (en een stuk Frans-Vlaanderen) (hoofdroute van circa 131 kilometer). Het lusvormige streekpad door het West-Vlaams Heuvelland is bewegwijzerd met geel-rode markeringen (en wit-rode als ze samenloopt met een andere GR).  De route loopt door Heuvelland, Steenvoorde, Cassel, Belle, Mesen.
De Streek-GR Heuvelland loopt onder andere langs Katsberg, Kasselberg, Vidaigneberg, Rodeberg, Scherpenberg, Monteberg, De Breemeersen, Broekelzen, Sulferberg.